# 松澤暢
松澤 暢（まつざわとおる）は、日本の地震学者。専門は、自然災害科学・固体地球惑星物理学。東北大学教授。附属地震・噴火予知研究観測センター長、地震予知連絡会副会長を務める。

## 研究
1999年に東北地方の太平洋沖で発生した数千回の地震波形を丹念に調べ直し、岩手県釜石市沖で地震様式（揺れの初動、地震波形、震動継続時間、規模）のよく似た地震が約5年周期で発生していると発表した。また、釜石沖の地震クラスターについて、何回もの地震サイクルにわたるTime-to-Failure解析を行い、5回のサイクルのうち4回については、ほぼ同様のパターンを示すことを明らかにしたと2002年に発表している。
2011年の東北地方太平洋沖地震の発生可能性を予見できなかったことについて、「我々は短い期間のデータから考え出したことに縛られて、間違った前提条件のもとに将来を推定していたのである。そのことについて深い反省を行わなければならない。」と述べ、地震学会に猛省を促している。

## 略歴
- 1981年 東北大学 理学部 天文及び地球物理学科第二
- 1986年 東北大学 理学研究科 地球物理学専攻 同年3月 東北大学理学博士 論文は「Detailed structure of the upper mantle beneath the northeastern Japan arc(東北日本弧上部マントルの微細構造) [3]。
- 1998年 東北大学大学院理学研究科 助教授
- 2003年 東京大学地震研究所 助教授
- 2004年 東北大学大学院理学研究科 助教授
- 2007年 東北大学大学院理学研究科 准教授
- 2008年 東北大学大学院理学研究科 教授
- 2009年 地震予知連絡会 副会長

## 主要論文
- アスペリティの連鎖・連動破壊の研究
- 「後続波から推定される沈み込むプレート境界の地震波速度構造」『地震 第2輯』 1989年 42巻 4号 p.525-536, doi:10.4294/zisin1948.42.4_525
- 「島弧の深部構造」『地震 第2輯』 1991年 44巻 Supplement号 p.145-158, doi:10.4294/zisin1948.44.Supplement_145
- 「地震予知の戦略と展望」『地學雜誌』 2001年 110巻 6号 p.771-783, doi:10.5026/jgeography.110.6_771
- 「プレート境界地震とアスペリティ・モデル」『地震 第2輯』 Vol.61 (2008-2009) No.Supplement p.347-355, doi:10.4294/zisin.61.347

共著
- 海野徳仁、長谷川昭、小原一成、松沢暢、清水洋、高木章雄、田中和夫、小菅正裕：「1983年日本海中部地震の前震と余震の震源分布」『地震 第2輯』 1985年 38巻 3号 p.399-410, doi:10.4294/zisin1948.38.3_399
- 伊藤喜宏、岡田知己 ほか、「経験的グリーンテンソル法により推定した1998年9月15日仙台市の地震(M5.0)の余震の発震機構」『日本地震学会講演予稿集』 1999(2), A61, 1999-11-09, NAID 10004476343
- 堀内茂木、松澤暢、長谷川昭、「地震が多発した場合にも処理可能な地震波自動処理システムの開発」『地震 第2輯』 Vol.52 (1999-2000) No.2 P.241-254, doi:10.4294/zisin1948.52.2_241
- 飯尾能久、松澤暢、吉田真吾、加藤照之、平田直、「非地震性すべりの時空間変化と大地震の発生予測-三陸沖における近年の進展を中心に-」『地震 第2輯』 Vol.56 (2003-2004) No.2 P.213-229, doi:10.4294/zisin1948.56.2_213

- 山下哲央、岡田知己、松澤暢、長谷川昭、「東北日本太平洋下のプレート境界近傍で発生する地震のスケーリング則」『地震 第2輯』 Vol.56 (2003-2004) No.4 P.457-469, doi:10.4294/zisin1948.56.4_457
- 有吉慶介、松澤暢、矢部康男、長谷川昭、加藤尚之、「沈み込みプレート境界における断層セグメント間の相互作用」『地震 第2輯』 Vol.59 (2006-2007) No.4 p.309-324, doi:10.4294/zisin.59.309
- 海野徳仁、河野俊夫、岡田知己、中島淳一、松澤暢 ほか、「1930年代に発生したM7クラスの宮城県沖地震の震源再決定 : 1978年宮城県沖地震のアスペリティでのすべりだったのか?」『地震 第2輯』 Vol.59 (2006-2007) No.4 p.325-337, doi:10.4294/zisin.59.325
- 内田直希、松澤暢、三浦哲 ほか、「小繰り返し地震解析による宮城・福島県沖プレート境界の準静的すべり」『地震 第2輯』 Vol.59 (2006-2007) No.4 p.287-295, doi:10.4294/zisin.59.287
- 長谷川昭、中島淳一、北佐枝子、辻優介、新居恭平、岡田知己、松澤暢、趙大鵬、「地震波でみた東北日本沈み込み帯の水の循環 ―スラブから島弧地殻への水の供給―」『地学雑誌』 Vol.117 (2008) No.1 P.59-75, doi:10.5026/jgeography.117.59
- 有吉慶介、松澤暢、矢部康男、加藤尚之、日野亮太、長谷川昭、金田義行、「東北地方太平洋沖地震・スマトラ島沖地震における連動型地震の考察」『JAMSTEC Report of Research and Development.』 Vol.13 (2011) P.17-33, doi:10.5918/jamstecr.13.17
- 飯尾能久、松澤暢、「東北地方太平洋沖地震の発生過程：なぜM 9が発生したのか?」『地質学雑誌』 Vol.118 (2012) No.5 p.248-27, doi:10.5575/geosoc.2012.0023
- 長谷川昭、中島淳一、内田直希、梁田高広、岡田知己、趙大鵬、松澤暢、海野徳仁、「沈み込み帯の地震の発生機構 ―地殻流体に規定されて発生する沈み込み帯の地震―」『地学雑誌』 Vol.121 (2012) No.1 P128-160, doi:10.5026/jgeography.121.128

## ほか
- 所属学会
  - 日本地震学会
  - 米国地球物理学連合
  - 日本地球惑星科学連合

- 地震予知連絡会
  - 2009年 委員
  - 2012年9月-11月会長代理
  - 2013年（第23期）副会長